# Stadion SK Jugoslavija
Stadion SK Jugoslavija (znany również jako Avala) – nieistniejący już wielofunkcyjny stadion w Belgradzie, stolicy Serbii. Istniał w latach 1927–1960. Mógł pomieścić 30 000 widzów. Do 1945 roku służył jako obiekt klubowy zespołu SK Jugoslavija, po II wojnie światowej rolę gospodarza obiektu przejął FK Crvena zvezda. W latach 1960–1963 w miejscu stadionu SK Jugoslavija powstał zupełnie nowy obiekt, Stadion Crvena zvezda.
Nowy stadion dla klubu SK Jugoslavija, mistrza Jugosławii z lat 1924 i 1925, został otwarty 24 kwietnia 1927 roku. Na obiekcie grywała także reprezentacja Jugosławii, która w latach 1927–1937 rozegrała na nim łącznie 8 spotkań. 22 czerwca 1932 roku na stadionie zainaugurowano sztuczne oświetlenie, pierwsze w całej Jugosławii. Po II wojnie światowej SK Jugoslavija przestał istnieć, a rolę gospodarza obiektu przejął FK Crvena zvezda. Ostatnie spotkanie ligowe na obiekcie odbyło się 27 grudnia 1959 roku. W latach 1960–1963 w miejscu starego stadionu wybudowano zupełnie nowy obiekt, Stadion Crvena zvezda (zwany potocznie Marakana).